# Ctenogobius aestivaregia
Ctenogobius aestivaregia är en fiskart som först beskrevs av Mori, 1934.  Ctenogobius aestivaregia ingår i släktet Ctenogobius och familjen smörbultsfiskar. Inga underarter finns listade i Catalogue of Life.